# Notoskordum
Notoskordum (lat. Nothoscordum), rod lukovičastih geofita, mirisnih trajnica iz porodice zvanikovki raširen po Sjevernoj i Južnoj Americi. Čini dio potporodice Gilliesioideae. Postoji oko 90 vrsta na popisu.

## Opis
Nothoscordum je rod lukovica iz nekadašnje porodice Alliaceae (sada uključene u Amaryllidaceae), uglavnom iz Južne Amerike. Neke vrste, kao što je Nothoscordum gracile, štetni su korovi. Ovaj je rod predmet mnogih taksonomskih rasprava i vrste su poznate pod mnogim različitim imenima i ne postoji konsenzus o tome koji je točan naziv za njih. Nekoliko vrsta sa žutim cvjetovima obilazi rodove (Milla, Tristagma, Brodiaea, Ipheion, Beauverdia), no čini se da se rasprava o njima sada vodi između Nothoscordum, Ipheion i Tristagma. Postoji razlika u sjemenkama. Vrste Nothoscordum obično imaju nekoliko cvjetnih cvatova, a vrste Ipheion jednocvjetne cvatove, no postoje iznimke. Bilo je mnogo predloženih novih dodatnih vrsta koje su dodane Nothoscordumu, ali mnoge od njih nisu provjerene i teško ih je razlikovati i gotovo nemoguće od primjeraka iz Herbarija koji često izgledaju slično. Problem dodatno zbunjuje to što je jedan botaničar premjestio Ipheion u Tristagmu, potez koji ne podržavaju svi.
- Nothoscordum vittatum
- Nothoscordum montevidense
- Nothoscordum gracile
- Nothoscordum felipponei
- Nothoscordum dialystemon
- Nothoscordum × borbonicum
- Nothoscordum bivalve

## Vrste
1. Nothoscordum achalense Ravenna
2. Nothoscordum albitractum Ravenna
3. Nothoscordum altillanense Ravenna & Biurrun
4. Nothoscordum andicola Kunth
5. Nothoscordum aparadense Ravenna
6. Nothoscordum arenarium Herter
7. Nothoscordum auratum Ravenna
8. Nothoscordum bahiense Ravenna
9. Nothoscordum balaenense Ravenna
10. Nothoscordum basalticum Ravenna
11. Nothoscordum bivalve (L.) Britton
12. Nothoscordum boliviense Ravenna
13. Nothoscordum bonariense (Pers.) Beauverd
14. Nothoscordum × borbonicum Kunth
15. Nothoscordum calcaense Ravenna
16. Nothoscordum calderense Ravenna
17. Nothoscordum cambarense Ravenna
18. Nothoscordum capivarinum Ravenna
19. Nothoscordum carambolense Ravenna
20. Nothoscordum catharinense Ravenna
21. Nothoscordum clevelandicum Ravenna
22. Nothoscordum collinum Ravenna
23. Nothoscordum conostylum Ravenna
24. Nothoscordum correntinum Ravenna
25. Nothoscordum curvipes Ravenna
26. Nothoscordum cuyanum Ravenna
27. Nothoscordum demissum Ravenna
28. Nothoscordum dialystemon (Guagl.) Crosa
29. Nothoscordum dynamiandrum Ravenna
30. Nothoscordum empedradense Ravenna
31. Nothoscordum entrerianum Ravenna
32. Nothoscordum exile Ravenna
33. Nothoscordum famatinense Ravenna
34. Nothoscordum felipponei Beauverd
35. Nothoscordum gaudichaudianum Kunth
36. Nothoscordum gibbatum Ravenna
37. Nothoscordum glareosum Ravenna
38. Nothoscordum gracile (Aiton) Stearn
39. Nothoscordum gracilipes Ravenna
40. Nothoscordum hirtellum (Kunth) Herter
41. Nothoscordum ibiramense Ravenna
42. Nothoscordum ineanum Ravenna
43. Nothoscordum inundatum Ravenna
44. Nothoscordum ipacarainum Ravenna
45. Nothoscordum itatiense Ravenna
46. Nothoscordum izaguirreae Crosa
47. Nothoscordum jaibanum Ravenna
48. Nothoscordum leptogynum Ravenna
49. Nothoscordum luteomajus Ravenna
50. Nothoscordum luteominus Ravenna
51. Nothoscordum macrantherum (Kuntze) Beauverd
52. Nothoscordum mahui Traub
53. Nothoscordum moconense Ravenna
54. Nothoscordum modestum Ravenna
55. Nothoscordum montevidense Beauverd
56. Nothoscordum muscorum Ravenna
57. Nothoscordum nublense Ravenna
58. Nothoscordum nudicaule (Lehm.) Guagl.
59. Nothoscordum nudum Beauverd
60. Nothoscordum nutans Ravenna
61. Nothoscordum pachyrhizum Ravenna
62. Nothoscordum paradoxum Ravenna
63. Nothoscordum patricium Ravenna
64. Nothoscordum pedersenii Ravenna
65. Nothoscordum pernambucanum Ravenna
66. Nothoscordum planifolium Ravenna
67. Nothoscordum portoalegrense Ravenna
68. Nothoscordum pulchellum Kunth
69. Nothoscordum punillense Ravenna
70. Nothoscordum rigidiscapum Ravenna
71. Nothoscordum saltense Ravenna
72. Nothoscordum scabridulum Beauverd
73. Nothoscordum sengesianum Ravenna
74. Nothoscordum setaceum (Baker) Ravenna
75. Nothoscordum stenandrum Ravenna
76. Nothoscordum subtile Ravenna
77. Nothoscordum tafiense Ravenna
78. Nothoscordum tarijanum Ravenna
79. Nothoscordum tenuifolium Ravenna
80. Nothoscordum tibaginum Ravenna
81. Nothoscordum tricostatum Ravenna
82. Nothoscordum tuyutiense Ravenna
83. Nothoscordum umburucuyanum Ravenna
84. Nothoscordum uruguaianum Ravenna
85. Nothoscordum velazcoense Ravenna
86. Nothoscordum vernum Phil.
87. Nothoscordum vigilense Ravenna
88. Nothoscordum vittatum (Griseb.) Ravenna
89. Nothoscordum yalaense Ravenna
90. Nothoscordum yatainum Ravenna

## Sinonimi
- Beauverdia Herter
- Hesperocles Salisb.
- Oligosma Salisb.
- Pseudoscordum Herb.